# Orange Walk Airport
Orange Walk Airport är en flygplats i Belize.   Den ligger i distriktet Orange Walk, i den norra delen av landet, 90 km norr om huvudstaden Belmopan. Orange Walk Airport ligger 10 meter över havet.
Terrängen runt Orange Walk Airport är mycket platt. Närmaste större samhälle är Orange Walk, 1,7 km väster om Orange Walk Airport. 
I omgivningarna runt Orange Walk Airport växer i huvudsak städsegrön lövskog. Runt Orange Walk Airport är det glesbefolkat, med 8 invånare per kvadratkilometer.